# Neustadt bei Coburg
Neustadt bei Coburg is een plaats in de Duitse deelstaat Beieren, en maakt deel uit van het Landkreis Coburg.
Neustadt bei Coburg telt 14.995 inwoners.

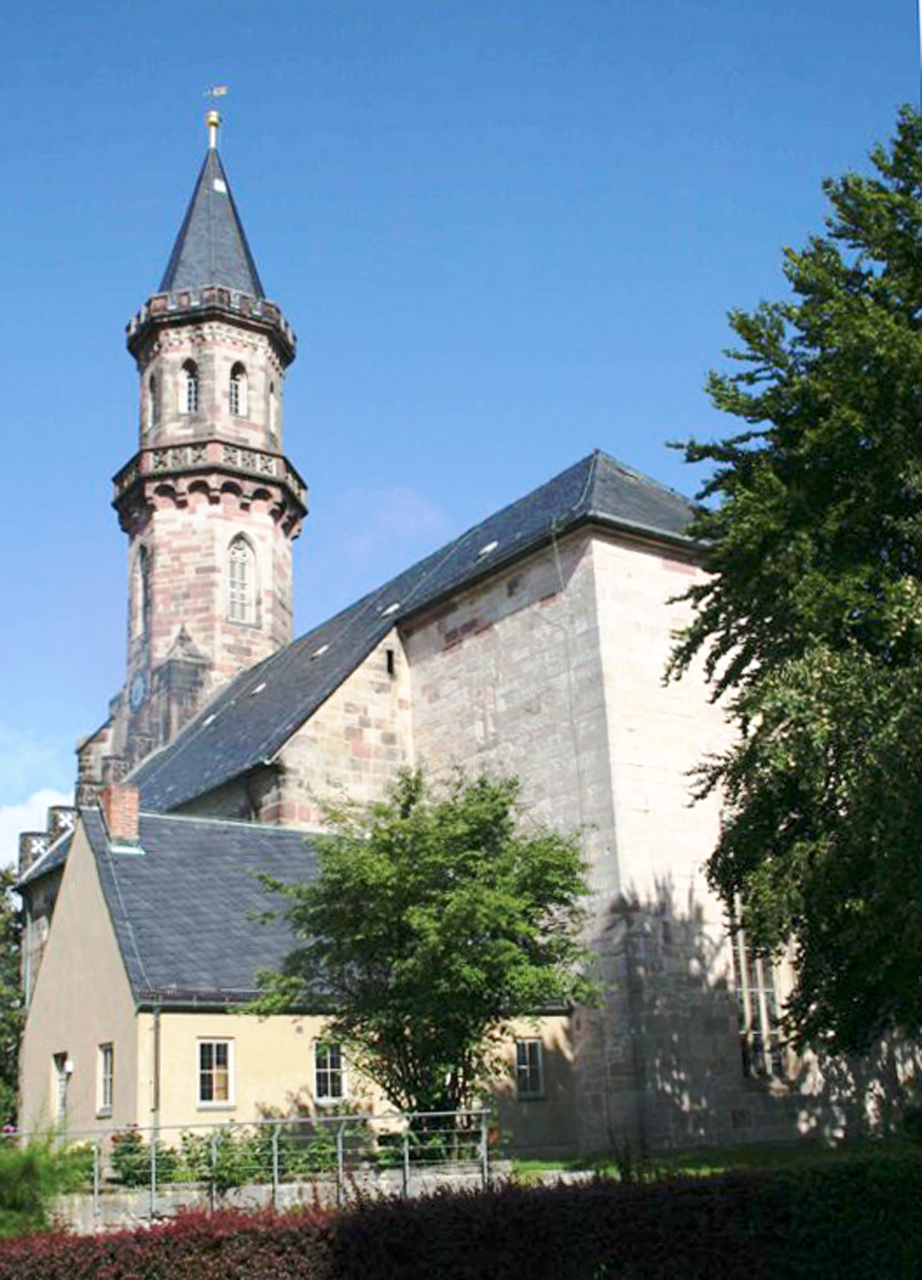
Stadskerk van Neustadt bei Coburg
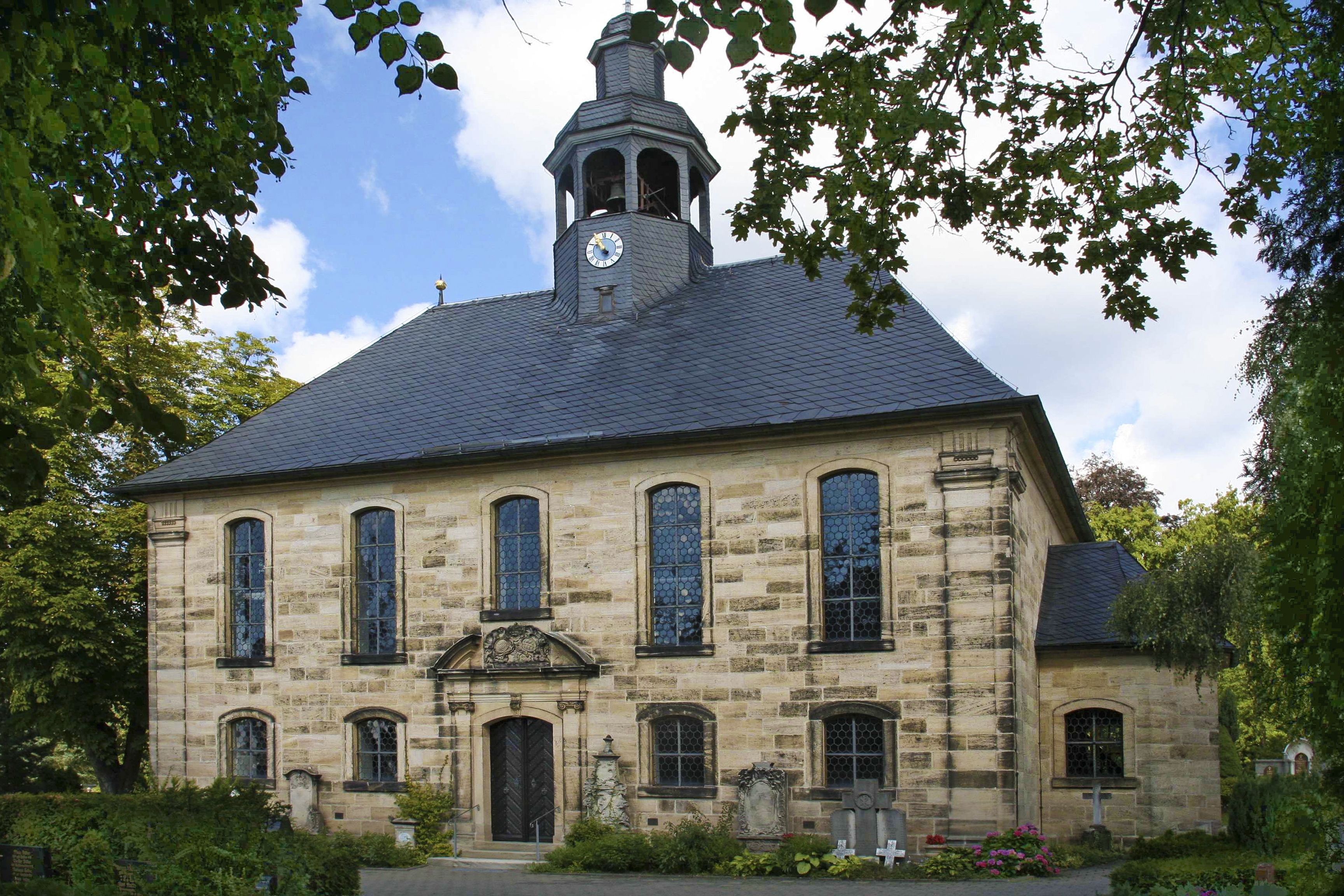
Opstandingskerk in Neustadt bei Coburg

Ahorn ·
Bad Rodach ·
Dörfles-Esbach ·
Ebersdorf bei Coburg ·
Großheirath ·
Grub am Forst ·
Itzgrund ·
Lautertal ·
Meeder ·
Neustadt bei Coburg ·
Niederfüllbach ·
Rödental ·
Seßlach ·
Sonnefeld ·
Untersiemau ·
Weidhausen bei Coburg ·
Weitramsdorf